# Bob Gansler
Bob Gansler (nacido el 1 de julio de 1941 en Mucsi, Hungría) es un exfutbolista y exdirector técnico estadounidense nacido en Hungría de ascendencia alemana. 
Dirigió a la selección de los Estados Unidos en la Copa Mundial de 1990, la primera después de 40 años de ausencia. Fue el entrenador de los Kansas City Wizards por muchos años y tuvo un exitoso período tras ganar la Copa MLS y el Supporters' Shield, ambos obtenidos en el 2000. Además, fue campeón de la U.S. Open Cup en el 2004. Fue distinguido como el Entrenador del año de la MLS en el 2000 y actualmente figura como miembro de la National Soccer Hall of Fame.
Tuvo un breve paso como futbolista donde jugó como defensor, y jugó 5 partidos internacionales con la selección estadounidense en 1968.

## Clubes

### Como jugador
| Club             | País           | Año  |
| ---------------- | -------------- | ---- |
| Chicago Mustangs | Estados Unidos | 1968 |

### Como entrenador
| Club                               | País           | Año       |
| ---------------------------------- | -------------- | --------- |
| Selección Sub-19 de Estados Unidos | Estados Unidos | 1979-1982 |
| Selección de Estados Unidos        | Estados Unidos | 1982      |
| Universidad de Wisconsin-Milwaukee | Estados Unidos | 1984-1988 |
| Selección Sub-20 de Estados Unidos | Estados Unidos | 1989      |
| Selección de Estados Unidos        | Estados Unidos | 1989-1991 |
| Milwaukee Rampage                  | Estados Unidos | 1996-1998 |
| Kansas City Wizards                | Estados Unidos | 1999-2006 |
| Toronto FC (entrenador adjunto)    | Canadá         | 2007      |